# Libelloides macaronius
Libelloides macaronius is een insect uit de familie van de vlinderhaften (Ascalaphidae), die tot de orde netvleugeligen (Neuroptera) behoort. 
Libelloides macaronius is voor het eerst wetenschappelijk beschreven door Scopoli in 1763.